# Samsung Electronics
Công ty Trách nhiệm hữu hạn Điện tử Samsung (Tiếng Hàn: 삼성전자 주식회사 hay 삼성전자, Hanja: 三星電子株式會社, Romaja quốc ngữ: Samseong-jeonja Jusik-hoisa, Tiếng Anh: Samsung Electronics Co., Ltd., Từ Hán-Việt: Tam Tinh điện tử chu thức hội xã) là một công ty điện tử đa quốc gia của Hàn Quốc có trụ sở chính được đặt tại thành phố Suwon, Gyeonggi-do. Đây là công ty con hàng đầu trong cơ cấu tổ chức của tập đoàn Samsung và đã trở thành công ty công nghệ lớn nhất trên thế giới tính theo doanh thu kể từ năm 2009. Samsung Electronics hiện đang điều hành rất nhiều các văn phòng đại diện, nhà máy lắp ráp sản phẩm và mạng lưới bán hàng trải rộng khắp 120 quốc gia và vùng lãnh thổ trên toàn cầu với số lượng nhân viên chính thức có thời điểm lên tới hàng trăm nghìn người. CEO của công ty năm 2012 là ông Kwon Oh-Hyun.
Samsung vốn từ lâu đã là nhà sản xuất hàng đầu về các sản phẩm điện tử như: màn hình, pin lithium-ion, bán dẫn, chip, bộ nhớ, Ram và đĩa cứng cho các đối tác lớn trên toàn cầu như Apple, LG, Sony, HTC, Huawei, Xiaomi, Motorola và Nokia.
Trong những năm gần đây, công ty đã tiến hành đa dạng hóa các mặt hàng điện tử tiêu dùng. Samsung Electronics hiện là nhà sản xuất thiết bị di động và điện thoại thông minh lớn nhất trên thế giới, tác nhân chính thúc đẩy cho thành quả này là sự phổ biến của các dòng thiết bị cao cấp Samsung Galaxy, đặc biệt với hai dòng Smartphone tiên phong trên thị trường là Galaxy S và Galaxy Note.
Samsung Electronics đã và đang là nhà sản xuất tấm nền LCD lớn nhất thế giới kể từ năm 2002, nhà sản xuất TV lớn nhất thế giới từ năm 2006, nhà sản xuất điện thoại di động lớn nhất thế giới từ năm 2011 và nhà sản xuất chip bán dẫn lớn nhất thế giới năm 2021. Công ty là một phần rất quan trọng trong cấu trúc của cá nhân tập đoàn Samsung nói riêng cũng như nền kinh tế Hàn Quốc nói chung.

## Lịch sử

### 1969 đến 1987 - Những năm đầu
Samsung Electric Industries được thành lập vào năm 1969 ở Suwon, Hàn Quốc. Các sản phẩm trong thời kì đầu là điện tử thiết bị điện gia dụng bao gồm truyền hình, máy tính, tủ lạnh, máy lạnh và máy giặt. Năm 1970, tập đoàn mẹ Samsung tiến hành thành lập các công ty con khác: Samsung-NEC, gia nhập với NEC Corporation của Nhật Bản để sản xuất thiết bị gia dụng và thiết bị nghe nhìn. Năm 1974, tập đoàn mở rộng sang kinh doanh bán dẫn, mua lại từ Korea Semiconductor, một trong những công ty sản xuất chip đầu tiên trong cả đất nước vào thời điểm đó. Việc mua lại Korea Telecommunications, một nhà sản xuất hệ thống chuyển mạch điện tử, cũng đã hoàn thành vào đầu những năm 1980.
Năm 1981, Samsung Electric Industries đã sản xuất hơn 10 triệu máy truyền hình trắng đen mỗi năm. Vào tháng 2 năm 1983, nhà sáng lập Samsung, Lee Byung-chul, thông báo về chiến lược kinh doanh mới, và ý định của ông khi đó là sẽ đưa Samsung sẽ trở thành một nhà cung cấp DRAM (bộ truy cập ngẫu nhiên động) hàng đầu thế giới. Kết quả, một năm sau, Samsung trở thành công ty thứ ba trên thế giới phát triển thành công DRAM 64kb. Năm 1988, Samsung Electric Industries sáp nhập với Samsung Semiconductor & Communications tạo thành Samsung Electronics.

### 1988 đến 1995 - Cuộc đấu tranh giành thị phần
Samsung Electronics bán ra thiết bị điện thoại di động đầu tiên vào năm 1988, ở thị trường Hàn Quốc. Nhưng, doanh thu bán ra vào thời điểm đó rất thấp vì vào đầu những năm 1990, Motorola lúc đó là nhà sản xuất lớn nhất, chiếm thị phần lên đến 60% tại thị trường di động ở quốc gia này so với chỉ 10% của Samsung. Bộ phận điện thoại di động của Samsung cũng phải đấu tranh với hình ảnh chất lượng bình dân và sản phẩm kém cho đến giữa những năm thập kỷ 90, làm sao để thoát khỏi hình ảnh này là một vấn đề được tranh luận thường xuyên trong công ty.
Vào tháng 2 năm 1995, Samsung Electronics thông báo đã hoàn tất việc mua lại 40% cổ phần của AST Research, một hãng sản xuất máy tính cá nhân Mỹ với số tiền vào khoảng hơn 378 triệu đô la.

### 1995 đến 2008 - Sản xuất linh kiện
Đó là chiến lược kinh doanh lâu dài, được quyết định và tiến hành bởi chủ tịch Lee Kun-Hee, Samsung cần phải thay đổi mục tiêu, rời bỏ khỏi hình ảnh cũ nhàm chán và tiến tới những tham vọng mới, với những phương pháp và cách tiếp cận mới. Công ty hủy bỏ việc sản xuất của một số dòng sản phẩm bán không chạy và, thay vì theo đuổi một quá trình thiết kế, sản xuất các linh kiện và đầu tư cho các công ty khác, Samsung vạch ra chiến lược tự chủ công nghệ cho riêng mình. Ngoài ra, Samsung cũng đưa ra kế hoạch 10 năm để dần loại bỏ hình ảnh "thương hiệu bình dân" hay "sản phẩm chất lượng thấp", chủ tịch Lee tham vọng sẽ một ngày sẽ đưa Samsung lên sánh vai, thách thức và cạnh tranh với Sony - một trong những công ty sản xuất hàng điện tử tiêu dùng lớn nhất thế giới lúc bấy giờ. Chiến lược này sau đó đã gặt hái được rất nhiều thành công cho Samsung vào cuối những năm 2000.
Bước sang thế kỷ 21, Samsung chuyển từ nội địa sang thị trường tiêu dùng quốc tế, công ty nghĩ ra kế hoạch tài trợ cho một sự kiện thể thao lớn để ra mắt công chúng. Một trong những sự kiện được tài trợ là Thế vận hội Mùa đông 1998 tổ chức tại Nagano, Nhật Bản.
Như mô hình kinh doanh "vòi bạch tuộc", Samsung mở thêm nhiều các công ty con, phần lớn hoạt động dưới tên thương hiệu "Samsung", các công ty này được phép tự đầu tư và phát triển công nghệ mới, xây dựng sản phẩm dựa trên sự hỗ trợ về mặt tài chính của tập đoàn mẹ.
Bằng chiến lược kinh doanh, phát triển hợp lý, Samsung đã có hàng loạt đột phá công nghệ đặc biệt là trong lĩnh vực bộ nhớ - được sử dụng phổ biến trong hầu hết các sản phẩm điện tử ngày nay. Một số thành tựu tiêu biểu có thể kể đến bao gồm: 64Mb DRAM đầu tiên trên thế giới vào năm 1992, 256 Mb DRAM năm 1994, 1Gb DRAM năm 1996. Năm 2004, Samsung phát triển thành công chip bộ nhớ NAND 8Gb đầu tiên trên thế giới và sau đó thì đạt được một thỏa thuận sản xuất lâu dài với Apple vào năm 2005. Tính đến tháng 10 năm 2013, Samsung là nhà cung cấp hàng đầu cho Apple, với sản phẩm chính là vi xử lý A7 nằm bên trong sản phẩm iPhone 5s.

### 2008 đến nay: Sản phẩm tiêu dùng

Nhãn hiệu Samsung được xuất hiện trên nhiều sản phẩm Samsung.

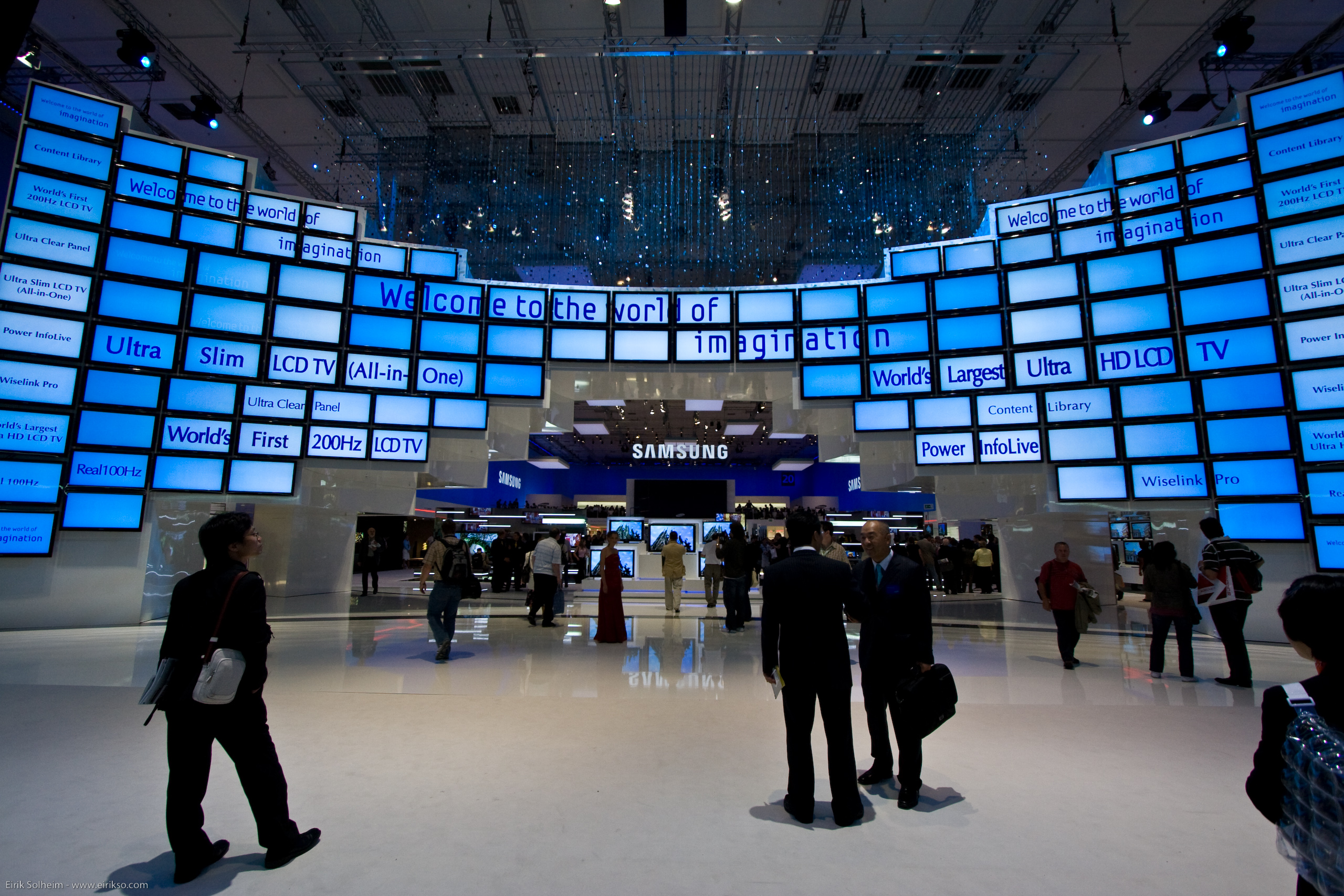
Samsung display tại 2008 Internationale Funkausstellung ở thủ đô Berlin, Đức.

Trong bốn năm liền, từ năm 2000 đến năm 2003, Samsung đăng tải thị phần lợi nhuận ròng tăng hơn 5%, vào thời điểm này khi 16 trong 30 công ty hàng đầu Hàn Quốc đã ngừng hoạt động trong bối cảnh khủng hoảng kinh tế chưa từng có.
Năm 2005, Samsung Electronics vượt mặt đối thủ Nhật Bản Sony, lần đầu tiên trở thành thương hiệu của người tiêu dùng lớn thứ 20 trên toàn cầu, được tính bằng Interbrand.
Năm 2007, Samsung Electronics trở thành nhà sản xuất di động lớn thứ hai trên thế giới, vượt qua Motorola lần đầu tiên. Năm 2009, Samsung đạt tổng doanh thu 117.4 tỷ đô la Mỹ, vượt qua Hewlett-Packard trở thành công ty công nghệ lớn nhất thế giới theo doanh thu bán hàng.
Năm 2009 và 2010, Mỹ và EU đã phạt công ty, cùng với 8 nhà sản xuất chip bộ nhớ khác, về một phần trong kế hoạch ấn định giá đã xảy ra vào giữa năm 1999 và 2002. Các công ty bị phạt khác bao gồm Infineon Technologies, Elpida Memory và Micron Technology. Vào tháng 12 năm 2010, EU miễn cung cấp cho Samsung Electronics về thông tin trong khi điều tra (LG Display, AU Optronics, Chimei InnoLux, Chunghwa Picture Tubes và HannStar Display có liên quan như trí tuệ của công ty này).
Mặc dù tốc độ tăng trưởng phù hợp, Samsung, cùng với chủ tịch Lee Kun-hee, đã xây dựng uy tín cho an ninh liên quan đến ổn định tài chính và nguy cơ cho các cuộc khủng hoảng tương lai. Sau khi quay trở lại từ kỳ nghỉ hưu tạm thời vào tháng 3 năm 2010, chủ tịch Lee nói rằng "Tương lai của Samsung Electronics không được đảm bảo bởi vì những sản phẩm hàng đầu của chúng tôi sẽ bị lỗi thời trong 10 năm tới".
Samsung đã nhấn mạnh chiến lược đổi mới trong quản lý từ đầu năm 2000 và một lần nữa đánh dấu sự đổi mới như một phần trong chiến lược chính khi công bố tầm nhìn đến năm 2020, theo đó công ty thiết lập mục tiêu là 400 triệu USD doanh thu hằng năm trong vòng 10 năm. Để củng cố vai trò lãnh đạo của mình trong lĩnh vực sản xuất chip bộ nhớ và truyền hình, công tư đã đẩy mạnh và đầu tư vào nghiên cứu. Công ty có 24 trung tâm nghiên cứu và phát triển trên toàn thế giới.
Vào tháng 4 năm 2011, Samsung Electronics bán công ty thương mại HDD của mình cho Seagate Technology giá xấp xỉ 1,4 tỷ USD.
Vào Q1 năm 2012, công ty trở thành công ty di động bán chạy nhất khi vượt qua Nokia, bán ra 93.5 triệu đơn vị so với 82.7 triệu đơn vị của Nokia. Samsung còn trở thành nhà cung cấp điện thoại thông minh lớn nhất với doanh số bán hàng mạnh mẽ của các thiết bị Galaxy S II và Galaxy Note.
Vào tháng 5 năm 2013, Samsung công bố rằng công ty cuối cùng đã thử nghiệm thành công công nghệ mạng thế hệ thứ năm (5G).
Vào tháng 4 năm 2013, Samsung Electronics mới đưa vào Galaxy S series một loạt điện thoại thông minh, Galaxy S4 có sẵn để bán. Phát hành nâng cấp của Galaxy S III, S4 được bán tại một số thị trường quốc tế với chip xử lý Exynos do công ty tự thiết kế, lắp ráp.
Vào tháng 7 năm 2013, Samsung Electronics dự báo lợi nhuận sẽ thấp hơn mong đợi vào tháng 4 đến tháng 6 của quý. Các nhà phân tích dự đoán doanh thu sẽ đạt khoảng 10,1 nghìn tỷ Won, trong khi Samsung Electronics ước tính lợi nhuận hoạt động dao động vào khoảng 9.5 nghìn tỷ Won. Trong cùng một tháng, Samsung mua lại nhà sản xuất thiết bị phương tiện truyền thông Boxee với giá 30 triệu đô la Mỹ.
Ngày 5 tháng 8 năm 2013, công ty đã phát hành lời mời cho sự kiện "Samsung Unpacked 2013 Episode 2" vào ngày 4 tháng 9 cùng năm ở thủ đô Berlin, Đức trong khuôn khổ hội nghị công nghệ IFA hằng năm. Samsung sau đó ra mắt Galaxy Note III, phiên bản nâng cấp của Galaxy Note II đã ra mắt 1 năm trước đó.
Giám đốc mảng kinh doanh di động Shin Jong-kyun của Samsung phát biểu với Korea Times vào 11 tháng 9 năm 2013 rằng "Samsung Electronics sẽ phát triển hơn nữa sự hiện diện của mình ở thị trường Trung Quốc để tăng cường cạnh tranh với Apple". Giám đốc điều hành Samsung xác nhận rằng điện thoại thông minh 64-bit sẽ được phát hành phù hợp với bộ xử lý A7 dựa trên ARM của iPhone 5s sẽ được phát hành vào tháng 9 năm 2013.
Với việc doanh thu từ điện thoại thông minh, đặc biệt là phân khúc giá rẻ tại một số thị trường lớn như Ấn Độ, Trung Quốc và lợi nhuận từ việc bán chip cho Apple tăng mạnh, Samsung đã đạt được mức lợi nhuận kỷ lục trong Q3/2013. Giá trị thương hiệu trong khoảng thời gian này cũng tăng lên mức 10,1 nghìn tỷ Won.
Samsung là nhà tài trợ cho lễ trao Giải Oscar lần thứ 86 vào năm 2014, công ty cũng quyên góp hơn 3 triệu đô la Mỹ vào quỹ từ thiện do Ellen DeGeneres sáng lập và điều hành. Samsung tuyên bố: "chúng tôi muốn đóng góp cho các tổ chức từ thiện Ellen's Choice: St Jude' và Hội nhân đạo. Samsung cam kết sẽ quyên góp 1.5 triệu đô la cho mỗi tổ chức".
Ngày 17 tháng 4 năm 2014, Samsung thông báo sẽ ngừng hoạt động cửa hàng ebook của mình từ ngày 1 tháng 7 năm 2014 và đã hợp tác với Amazon để giới thiệu ứng dụng Kindle cho Samsung, cho phép người dùng thiết bị Galaxy sử dụng hệ điều hành Android từ phiên bản 4.0 trở lên mua và đọc nội dung từ danh mục báo và sách điện tử của Amazon. Samsung cũng cung cấp dịch vụ sách miễn phí, Samsung Book Deals, cho phép người dùng ứng dụng mang thương hiệu chung lựa chọn một cuốn sách miễn phí hàng tháng từ danh sách được cung cấp bởi Amazon.

Khi đưa tin về thông báo ngày 5 tháng 6 năm 2014 từ Barnes & Noble rằng nhà bán sách này sẽ hợp tác với Samsung để phát triển máy tính bảng Nook, Associated Press ghi nhận:
"Barnes & Noble cho biết họ sẽ tiếp tục sản xuất và bán máy đọc sách điện tử Nook Glowlight với giá 99 đô la Mỹ [sic] và cung cấp dịch vụ hỗ trợ khách hàng."

"Công ty cũng cho biết họ đang di chuyển nhân viên Nook ra khỏi văn phòng tại Palo Alto, California để tiết kiệm chi phí. Dự kiến nhân viên sẽ chuyển đến một không gian nhỏ hơn tại Santa Clara, California vào tháng 7."
Vào quý 1 năm 2015, lợi nhuận của Samsung giảm 39% xuống còn 4,35 tỷ đô la Mỹ do cạnh tranh mạnh hơn từ các đối thủ trong lĩnh vực smartphone như iPhone 6 và 6 Plus của Apple cũng như một loạt các đối thủ chạy hệ điều hành Android.
Vào tháng 8 năm 2014, Samsung thông báo rằng họ đã đạt được thỏa thuận để mua lại SmartThings. Việc mua lại này được xem như một động thái của Samsung để tiến vào lĩnh vực Internet of Things (Internet vạn vật).
Vào ngày 27 tháng 3 năm 2015, Samsung thông báo rằng họ đã bán trụ sở chính tại Roppongi T-Cube cho Mitsui Fudosan và nhân viên đã được chuyển đến Iidabashi.
Vào tháng 5 năm 2015, Samsung thông báo về một đối tác với IKEA, theo đúng quy định của Wireless Power Consortium, để cùng phát triển nội thất cho phép sạc không dây Qi tại Mobile World Congress. Vào tháng 6, Samsung thành lập một công ty riêng biệt mang tên Samsung Display Solutions, chuyên cung cấp các sản phẩm LED thông minh của công ty. Dòng sản phẩm LED thông minh của công ty bao gồm Biển hiệu, Hiển thị Dịch vụ Đón khách, TV, Đèn LED, Đèn hiển thị đám mây, và Phụ kiện. Công ty phục vụ các ngành công nghiệp sau: Bán lẻ, Công ty, Đón khách, và Giao thông.
Vào ngày 16 tháng 6 năm 2016, Samsung Electronics thông báo rằng họ đã đồng ý mua lại công ty dịch vụ đám mây Joyent. Họ cho biết việc mua lại này giúp Samsung phát triển dịch vụ dựa trên đám mây cho điện thoại thông minh và các thiết bị kết nối internet của họ.
Vào ngày 14 tháng 11 năm 2016, Samsung Electronics thông báo đã đạt được thỏa thuận để mua lại công ty sản xuất thiết bị ô tô Mỹ Harman International Industries với giá 8 tỷ USD. Vào ngày 10 tháng 3 năm 2017, việc mua lại đã hoàn tất.
Vào ngày 6 tháng 4 năm 2017, Samsung Electronics cho biết doanh thu của công ty đã tăng trong quý vừa qua. Trong năm trước đó, "chip bộ nhớ và màn hình linh hoạt chiếm khoảng 68% lợi nhuận hoạt động của Samsung trong quý cuối năm 2016, là một thay đổi so với các năm trước đó khi doanh nghiệp điện thoại thông minh là nguồn góp lớn nhất."
Vào ngày 2 tháng 5 năm 2017, Samsung đã được Bộ Đất đai, Hạ tầng và Giao thông Hàn Quốc cho phép bắt đầu thử nghiệm công nghệ ô tô tự lái. Theo Korea Herald, công ty sẽ sử dụng một chiếc xe Hyundai được tùy chỉnh cho các thử nghiệm này.
Vào tháng 5 năm 2019, lần đầu tiên tại châu Âu, nội dung trình diễn 8K được nhận thông qua vệ tinh mà không cần một bộ thu hoặc bộ giải mã riêng biệt bằng một TV Samsung. Tại hội nghị Industry Days 2019 của SES tại Betzdorf, Luxembourg, nội dung 8K chất lượng cao (với độ phân giải 7680x4320 pixel và tốc độ khung hình 50 hình/giây) được mã hóa bằng bộ mã hóa HEVC của Spin Digital (với tốc độ dữ liệu 70 Mbit/giây), được truyền lên một bộ tách tín hiệu đơn trên các vệ tinh Astra 28.2°E của SES và nhận và hiển thị trên TV mẫu sản xuất Samsung Q950RB có kích thước 82 inch.
Vào tháng 5 năm 2020, Lee Jae-yong, chủ tịch điều hành của Samsung Electronics, tuyên bố rằng con cái ông sẽ không thừa kế các vị trí lãnh đạo lớn trong công ty, điều này sẽ làm thay đổi hệ thống chaebol trong phân khúc này của Samsung.
Vào năm 2021, Samsung đề xuất kế hoạch đầu tư 17 tỷ đô la để xây dựng một nhà máy sản xuất chip tại Arizona, Texas hoặc New York. Kế hoạch này là một phần kết quả của Hoa Kỳ cấp hàng tỷ đô la để phát triển ngành sản xuất chip nội địa nhằm giảm sự phụ thuộc của đất nước này vào Đài Loan, Trung Quốc và Hàn Quốc, như đã được thông qua trong Đạo luật Tổ chức Quốc phòng Quốc gia vào tháng 1. Nhà máy dự kiến sẽ tạo việc làm cho khoảng 1.900 người và hoạt động từ tháng 10 năm 2022.
Vào ngày 24 tháng 11 năm 2021, Samsung thông báo rằng họ sẽ xây dựng một nhà máy sản xuất bán dẫn mới tại Taylor, Texas. Nhà máy này được ước tính là một khoản đầu tư 17 tỷ đô la và sẽ giúp tăng cường sản xuất các loại vi mạch logic tiên tiến, được cho là có độ phân giải tiến đến 3 nanometer.
Vào ngày 7 tháng 12 năm 2021, Samsung Electronics thông báo sáp nhập các bộ phận di động và điện tử tiêu dùng. Công ty cũng đã thay đổi lãnh đạo của ba đơn vị kinh doanh. Kyung Kye-Hyun sẽ trở thành CEO của bộ phận linh kiện mạnh mẽ của Samsung trong khi Han Jong-hee sẽ trở thành CEO mới của bộ phận di động và điện tử tiêu dùng kết hợp.
Vào cuối tháng 1 năm 2022, Samsung Electronics đăng ký lợi nhuận quý 4 cao nhất kể từ trước đại dịch COVID-19, chủ yếu nhờ doanh số bán chip mạnh mẽ trong bối cảnh thiếu hụt bán dẫn toàn cầu và một số tăng trưởng nhỏ trong doanh số bán điện thoại di động. Lợi nhuận hoạt động của Samsung vượt qua con số 11,5 tỷ đô la, tăng 53% so với quý 4 năm 2021, trong đó doanh nghiệp chip đóng góp gần hai phần ba tổng lợi nhuận.
Vào tháng 3 năm 2022, giữa cuộc xâm lược của Nga vào Ukraine, Samsung cam kết tài trợ 5 triệu đô la cho Hội Chữ thập đỏ Ukraina và các tổ chức từ thiện khác, cùng với việc quyên góp 1 triệu đô la giá trị thiết bị điện tử cá nhân cho người dân Ukraine. Vào ngày 4 tháng 3 năm 2022, Samsung tạm dừng việc gửi hàng đến Nga do sự xâm lược của Nga đối với Ukraine.

## Lịch sử logo
- Logo Samsung Electronics, được sử dụng từ cuối năm 1969 cho đến khi được thay thế vào năm 1979
- Logo Samsung Electronics, được sử dụng từ cuối năm 1980 cho đến khi được thay thế vào năm 1992
- Logo Samsung Electronics, được sử dụng từ cuối năm 1993 cho đến khi được thay thế vào năm 2013[71]
- Từ viết tắt Samsung và logo hiện tại của Samsung Electronics, được sử dụng từ năm 2013 đến nay

## Sản phẩm
Samsung Electronics sản xuất màn hình LCD và LED, điện thoại di động, chip nhớ, NAND flash, ổ đĩa cứng thể rắn, truyền hình, màn hình rạp chiếu kỹ thuật số, máy tính xách tay và nhiều sản phẩm khác. Trước đây, công ty cũng sản xuất ổ đĩa cứng và máy in.
Samsung liên tục đầu tư vào sáng tạo. Vào năm 2021, báo cáo hàng năm về Chỉ số Sở hữu Trí tuệ Thế giới của Tổ chức Sở hữu Trí tuệ Thế giới (WIPO) xếp hạng số lượng đơn xin cấp bằng sáng chế của Samsung dựa trên Hệ thống Cộng tác Bằng sáng chế (PCT) đứng thứ 2 trên thế giới, với 3.093 đơn xin được công bố trong năm 2020. Vị trí này tăng lên từ vị trí thứ 3 trước đó trong năm 2019 với 2.334 đơn xin.

### Màn hình LCD và OLED

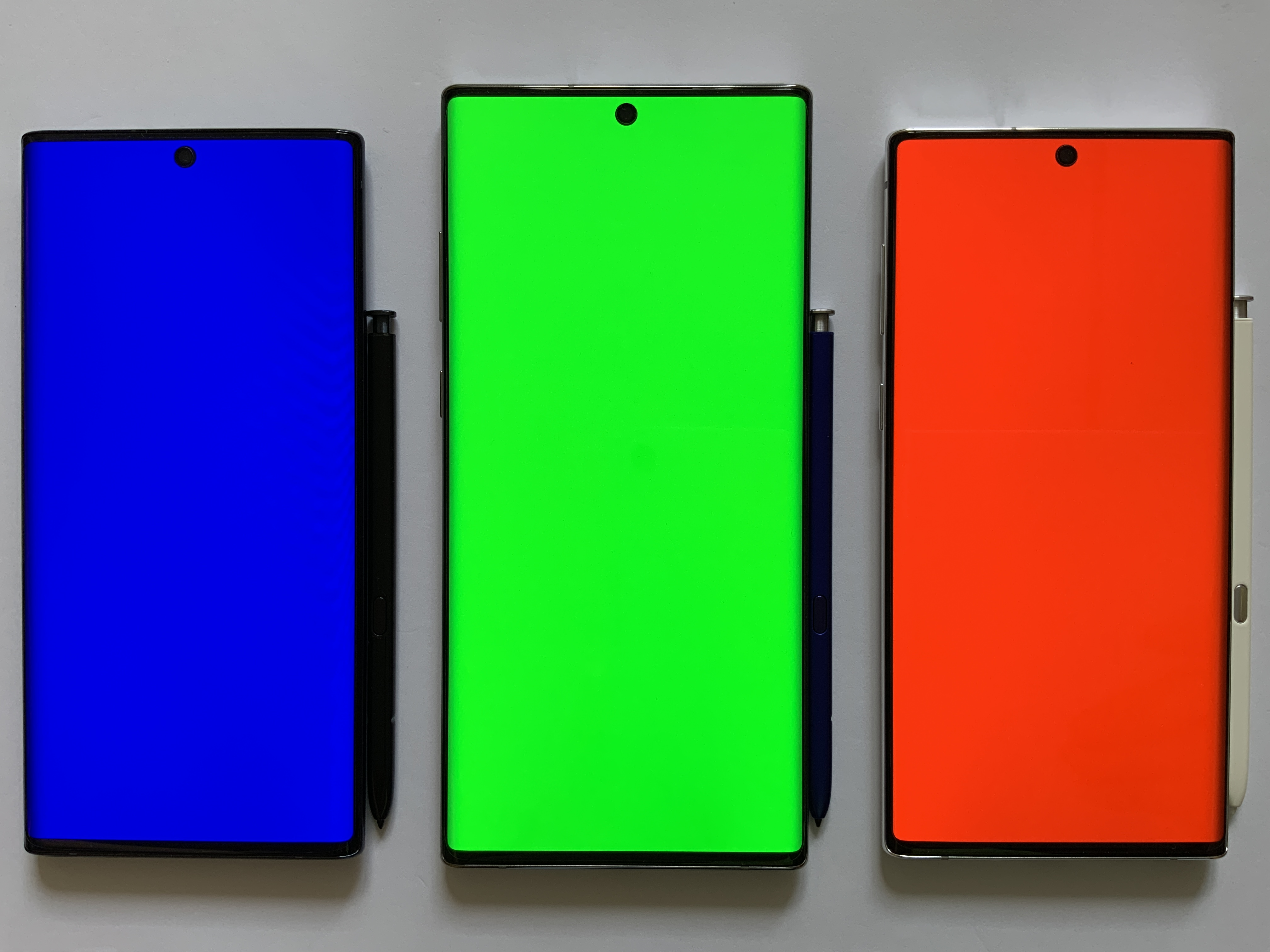
Samsung Galaxy Note 10, tích hợp màn hình Dynamic AMOLED Infinity-O (lỗ khoét cho camera)

Vào năm 2004, Samsung trở thành nhà sản xuất OLED lớn nhất thế giới, chiếm 40% thị phần toàn cầu và tính đến năm 2018, họ nắm giữ 98% thị phần toàn cầu trong thị trường AMOLED. Trong năm 2006, công ty đạt doanh thu 100,2 triệu USD trong tổng doanh thu 475 triệu USD trên thị trường OLED toàn cầu. Đến năm 2006, công ty đã nắm giữ hơn 600 bằng sáng chế tại Hoa Kỳ và hơn 2.800 bằng sáng chế quốc tế, trở thành chủ sở hữu lớn nhất các bằng sáng chế công nghệ AMOLED.
Các điện thoại thông minh AMOLED hiện tại của Samsung sử dụng nhãn hiệu Super AMOLED của mình, với việc ra mắt Samsung Wave S8500 và Samsung i9000 Galaxy S vào tháng 6 năm 2010. Vào tháng 1 năm 2011, hãng công bố màn hình Super AMOLED Plus - mang lại nhiều cải tiến so với các màn hình Super AMOLED cũ - ma trận sọc thật (50% nhiều sub pixel hơn), thiết kế mỏng hơn, hình ảnh sáng hơn và giảm 18% năng lượng tiêu thụ.
Vào tháng 10 năm 2007, Samsung giới thiệu một màn hình truyền hình LCD 40 inch có độ dày chỉ mười mm, tiếp đó là màn hình đầu tiên trên thế giới có độ dày 7.9 mm vào tháng 10 năm 2008. Samsung đã phát triển các màn hình cho màn hình máy tính LCD 24 inch (3.5 mm) và máy tính xách tay 12.1 inch (1.64 mm). Năm 2009, Samsung đã thành công trong việc phát triển một màn hình cho các mẫu tivi LED 40 inch, có độ dày chỉ 3.9 mm (0.15 inch). Được gọi là "Needle Slim", màn hình này có độ dày tương đương hai đồng xu được đặt chồng lên nhau. Đây là khoảng một phần mười hai so với màn hình LCD truyền thống có độ dày khoảng 50 mm (1.97 inch).
Trong khi giảm đáng kể độ dày, công ty đã duy trì hiệu suất của các mẫu trước đó, bao gồm độ phân giải Full HD 1080p, tần số làm tươi 120 Hz và tỷ lệ tương phản 5000:1. Vào ngày 6 tháng 9 năm 2013, Samsung đã ra mắt TV OLED cong 55 inch (mẫu KE55S9C) tại Vương quốc Anh với cửa hàng John Lewis.
Vào tháng 10 năm 2013, Samsung đã phát hành thông cáo báo chí về công nghệ màn hình cong của họ với mẫu điện thoại thông minh Galaxy Round. Thông cáo báo chí mô tả sản phẩm này là "màn hình linh hoạt Super AMOLED full HD thương mại đầu tiên trên thế giới". Nhà sản xuất giải thích rằng người dùng có thể kiểm tra thông tin như giờ và thời lượng pin khi màn hình chính tắt, và có thể nhận thông tin từ màn hình bằng cách nghiêng thiết bị.
Vào năm 2020, Samsung Display cho biết họ sẽ rút khỏi lĩnh vực LCD.

### Điện thoại thông minh
Mặc dù Samsung bắt đầu với dòng sản phẩm Solstice và đã sản xuất các điện thoại di động có thiết kế gập lại,
 Dòng điện thoại di động cao cấp của Samsung là dòng điện thoại thông minh Samsung Galaxy S series, mà nhiều người coi là đối thủ trực tiếp của iPhone của Apple. Ban đầu, nó được ra mắt tại Singapore, Malaysia và Hàn Quốc vào tháng 6 năm 2010, sau đó là Hoa Kỳ vào tháng 7. Nó đã bán hơn một triệu đơn vị trong vòng 45 ngày đầu tiên tại Hoa Kỳ.
Trong khi nhiều nhà sản xuất điện thoại di động khác tập trung vào một hoặc hai hệ điều hành, Samsung trong một khoảng thời gian đã sử dụng một số hệ điều hành khác nhau bao gồm Symbian, Windows Phone, LiMo dựa trên Linux và các nền tảng TouchWiz, Bada và Tizen do Samsung sở hữu.
Đến năm 2013, Samsung đã từ bỏ tất cả các hệ điều hành trừ Android và Windows Phone. Trong năm đó, Samsung phát hành ít nhất 43 điện thoại hoặc máy tính bảng chạy Android và hai điện thoại chạy Windows Phone.
Vào cuối quý 3 năm 2010, công ty đã vượt qua mốc 70 triệu đơn vị trong việc xuất khẩu điện thoại, đạt tỷ lệ thị phần toàn cầu là 22%, xếp sau Nokia 12%. Tổng cộng, công ty đã bán được 280 triệu điện thoại di động vào năm 2010, tương ứng với tỷ lệ thị phần là 20,2%. Công ty đã vượt qua Apple trong doanh số bán hàng điện thoại thông minh trên toàn cầu trong quý 3 năm 2011, với tỷ lệ thị phần tổng cộng là 23,8%, so với tỷ lệ thị phần của Apple là 14,6%. Samsung trở thành nhà sản xuất điện thoại thông minh lớn nhất thế giới vào năm 2012, với doanh số bán hàng đạt 95 triệu trong quý đầu tiên.
Trong quý 3 năm 2013, doanh số bán hàng điện thoại thông minh của Samsung đã cải thiện ở các thị trường mới nổi như Ấn Độ và Trung Đông, nơi các dòng điện thoại giá rẻ được ưa chuộng nhất. Đến tháng 10 năm 2013, công ty đã cung cấp 40 mẫu điện thoại thông minh trên trang web của mình tại Mỹ, chẳng hạn như Samsung Galaxy Flip Z.
Vào năm 2019, Samsung thông báo rằng họ đã chấm dứt việc sản xuất điện thoại di động tại Trung Quốc do thiếu nhu cầu của thị trường Trung Quốc. Đến năm 2019, Samsung đã thuê hơn 200.000 nhân viên tại khu vực Hà Nội, Việt Nam để sản xuất điện thoại thông minh, trong khi một số công đoạn sản xuất được chuyển giao tới Trung Quốc và sản xuất một phần lớn điện thoại của mình tại Ấn Độ.
Phiên bản Samsung Galaxy tại Hoa Kỳ không có tùy chọn mở khóa bootloader.
Vào tháng 5 năm 2022, Samsung Electronics đã thông báo mở rộng nền tảng bảo mật di động doanh nghiệp Samsung Knox bằng việc giới thiệu Samsung Knox Guard. Nó cho phép các công ty nhanh chóng làm cho điện thoại không thể sử dụng để ngăn chặn việc mất cắp và giảm rủi ro gian lận và vi phạm dữ liệu.

### Bộ vi xử lý

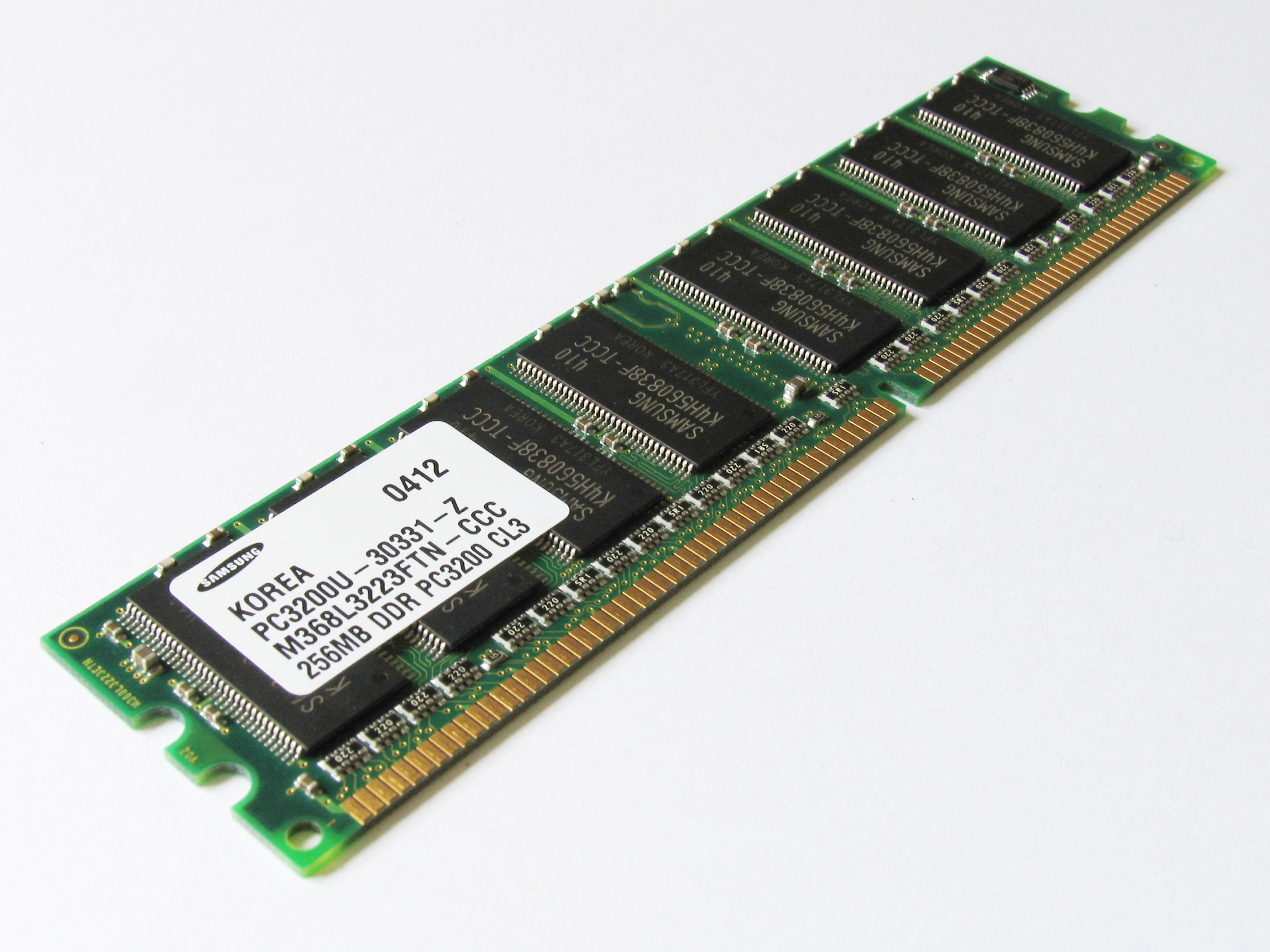
Mô-đun Samsung DDR SDRAM

Samsung Electronics đã trở thành nhà sản xuất chip bộ nhớ lớn nhất thế giới kể từ năm 1993, và công ty bán dẫn lớn nhất từ năm 2017. Phân phối Bán dẫn của Samsung sản xuất các thiết bị bán dẫn khác nhau, bao gồm các node bán dẫn, transistor MOSFET, chip mạch tích hợp và bộ nhớ bán dẫn.
Từ những năm đầu thập kỷ 1990, Samsung Electronics đã giới thiệu thương mại nhiều công nghệ bộ nhớ mới. Họ đã giới thiệu thương mại SDRAM (bộ nhớ truy cập ngẫu nhiên đồng bộ) vào năm 1992, và sau đó là DDR SDRAM (bộ nhớ truy cập ngẫu nhiên hai lần tốc độ) và GDDR (bộ nhớ đồ họa DDR) SGRAM (bộ nhớ đồ họa RAM đồng bộ) vào năm 1998. Năm 2009, Samsung bắt đầu sản xuất hàng loạt bộ nhớ flash NAND 30 nm, và năm 2010 thành công trong việc sản xuất hàng loạt bộ nhớ DRAM 30 nm và flash NAND 20 nm, cả hai đều là lần đầu tiên trên thế giới. Họ cũng giới thiệu thương mại bộ nhớ flash NAND TLC (triple-level cell) vào năm 2010, flash V-NAND vào năm 2013, SDRAM LPDDR4 vào năm 2013, HBM2 vào năm 2016, GDDR6 vào tháng 1 năm 2018, và LPDDR5 vào tháng 6 năm 2018.
Một lĩnh vực khác mà công ty đã có kinh doanh đáng kể trong nhiều năm là lĩnh vực foundry. Công ty đã bắt đầu đầu tư vào lĩnh vực foundry từ năm 2006 và đặt nó là một trong những cột mốc chiến lược cho sự phát triển bán dẫn. Kể từ đó, Samsung đã trở thành một nhà lãnh đạo trong việc sản xuất thiết bị bán dẫn. Samsung bắt đầu sản xuất hàng loạt quy trình sản xuất bán dẫn lớp 20 nm vào năm 2010, tiếp đó là quy trình FinFET lớp 10 nm vào năm 2013, và các lớp FinFET 7 nm vào năm 2018. Họ cũng bắt đầu sản xuất các lớp 5 nm đầu tiên vào cuối năm 2018, với kế hoạch giới thiệu các lớp GAAFET 3 nm vào năm 2021.
Theo công ty nghiên cứu thị trường Gartner, trong quý hai năm 2010, Samsung Electronics đã giành vị trí hàng đầu trong lĩnh vực DRAM nhờ doanh số bán chạy trên thị trường toàn cầu. Các nhà phân tích của Gartner nói trong báo cáo của họ rằng: "Samsung đã củng cố vị trí dẫn đầu của mình bằng cách chiếm 35% thị phần. Tất cả các nhà cung cấp khác chỉ có sự thay đổi nhỏ về thị phần của họ." Công ty này đứng đầu trong bảng xếp hạng, tiếp theo là Hynix, Elpida và Micron, theo Gartner.
Vào năm 2010, công ty nghiên cứu thị trường IC Insights đã dự đoán rằng Samsung sẽ trở thành nhà cung cấp chip bán dẫn lớn nhất thế giới vào năm 2014, vượt qua Intel (điện tử). Trong khoảng thời gian 10 năm từ 1999 đến 2009, tỷ suất tăng trưởng hàng năm trung bình của Samsung trong doanh thu bán dẫn là 13,5%, so với 3,4% của Intel. Năm 2015, IC Insights và Gartner thông báo rằng Samsung là nhà sản xuất chip lớn thứ tư trên thế giới. Samsung sau đó vượt qua Intel để trở thành công ty bán dẫn lớn nhất thế giới vào năm 2017.
Đến quý hai năm 2020, công ty đã có kế hoạch bắt đầu sản xuất hàng loạt chip 5 nm bằng phương pháp EUV và hướng đến trở thành nhà lãnh đạo trong việc sử dụng quy trình EUV.
Vào ngày 30 tháng 11 năm 2021, công ty thông báo rằng họ sẽ sản xuất các chip ô tô mới cho các xe của Volkswagen. Các chip logic này sẽ được sử dụng trong hệ thống giải trí để cung cấp viễn thông 5G để đáp ứng nhu cầu tăng về video chất lượng cao khi di chuyển.
Cơ sở tại Xi'an, Trung Quốc đã hoạt động từ năm 2014 và sản xuất khoảng 40% chip NAND flash memory của Samsung Electronics.

### Ổ cứng thể rắn (SSD)
Năm 2016, Samsung cũng ra mắt thị trường một ổ cứng thể rắn có dung lượng 15,36TB với giá 10.000 đô la Mỹ sử dụng giao diện SAS, với kích thước hình dạng 2,5 inch nhưng dày hơn so với ổ cứng 3,5 inch. Đây là lần đầu tiên một ổ cứng thể rắn có dung lượng lớn hơn ổ cứng HDD lớn nhất hiện có trên thị trường. Năm 2018, Samsung giới thiệu một ổ cứng thể rắn 30,72TB sử dụng giao diện SAS. Cùng năm đó, Samsung cũng giới thiệu ổ cứng SSD M.2 NVMe có tốc độ đọc lên đến 3500 MB/s và tốc độ ghi lên đến 3300 MB/s. Năm 2019, Samsung giới thiệu ổ cứng SSD có khả năng đọc và ghi tuần tự với tốc độ 8 GB/giây và 1,5 triệu IOPS, có khả năng chuyển dữ liệu từ các chip bị hỏng sang các chip không hỏng để cho phép ổ cứng SSD tiếp tục hoạt động bình thường, mặc dù với dung lượng thấp hơn.
Dòng sản phẩm ổ cứng SSD tiêu dùng của Samsung hiện tại bao gồm các mẫu 980 PRO, 970 PRO, 970 EVO plus, 970 EVO, 960 PRO, 960 EVO, 950 PRO, 860 QVO, 860 PRO, 860 EVO, 850 PRO, 850 EVO và 750 EVO. Các mẫu ổ cứng SSD bắt đầu bằng chữ số 9 sử dụng giao diện NVM Express, trong khi các mẫu khác sử dụng giao diện Serial ATA. Samsung cũng sản xuất các ổ cứng SSD tiêu dùng di động sử dụng kết nối USB-C USB 3.1 Gen 2. Các ổ cứng này có tốc độ đọc lên đến 1.050MB/s và tốc độ ghi lên đến 1.000MB/s, và có sẵn dưới dạng các mẫu 500GB, 1TB và 2TB.
Giống như nhiều nhà sản xuất SSD khác, Samsung sử dụng bộ nhớ NAND flash do Samsung Electronics sản xuất.

### Ổ cứng

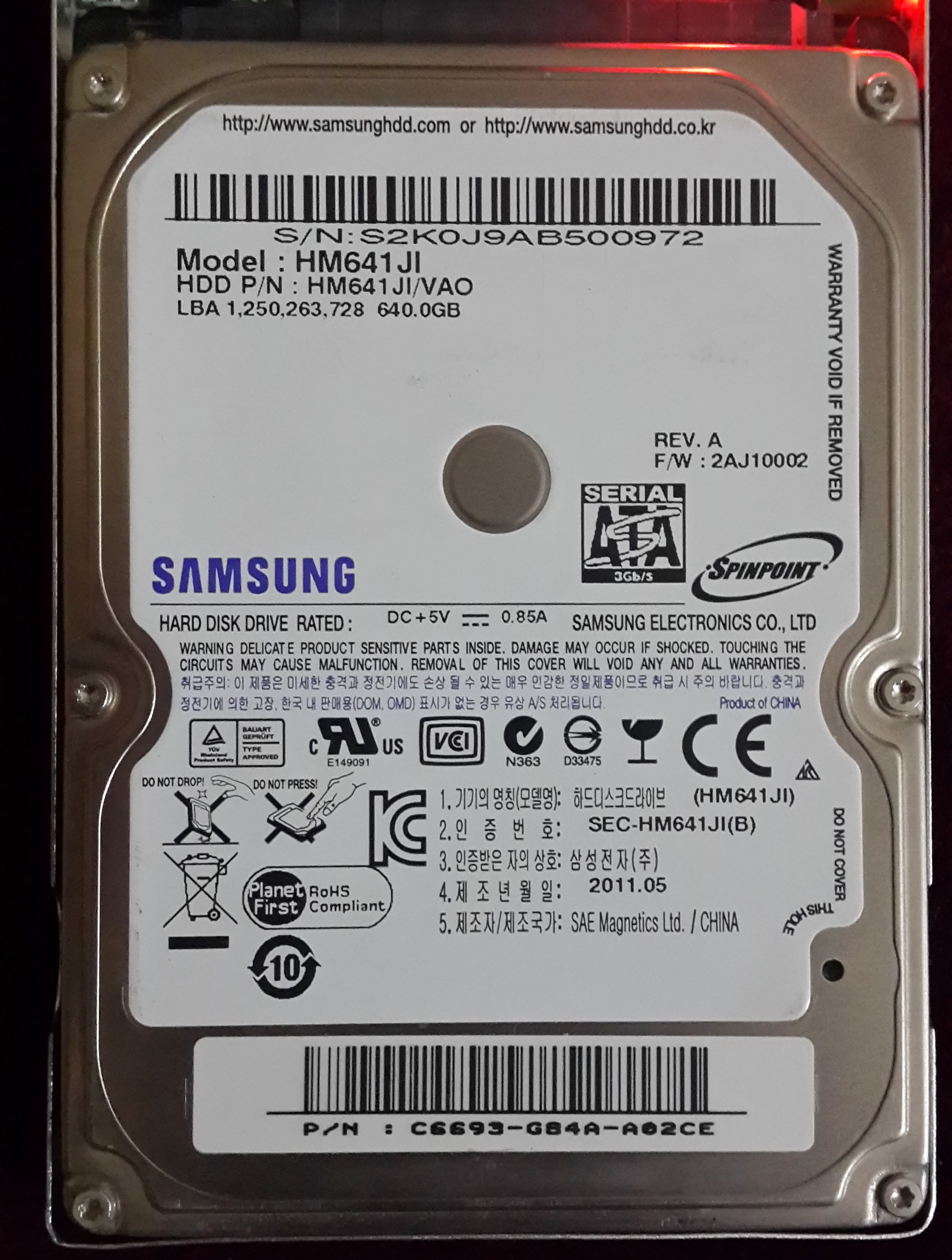
Ổ cứng Samsung Spinpoint dung lượng 640GB

Trong lĩnh vực bộ nhớ lưu trữ, vào năm 2009, Samsung đạt được 10% thị phần toàn cầu nhờ việc giới thiệu ổ cứng hard disk drive mới có khả năng lưu trữ 250GB trên mỗi đĩa 2.5-inch. Năm 2010, công ty bắt đầu tiếp thị ổ cứng HDD với dung lượng 320GB mỗi đĩa, lớn nhất trong ngành công nghiệp. Ngoài ra, Samsung tập trung nhiều hơn vào việc bán ổ cứng di động. Sau khi gặp tổn thất tài chính, phân viện ổ cứng đã được bán cho Seagate vào năm 2011, đổi lại là 9,6% cổ phần của Seagate.

### Truyền hình

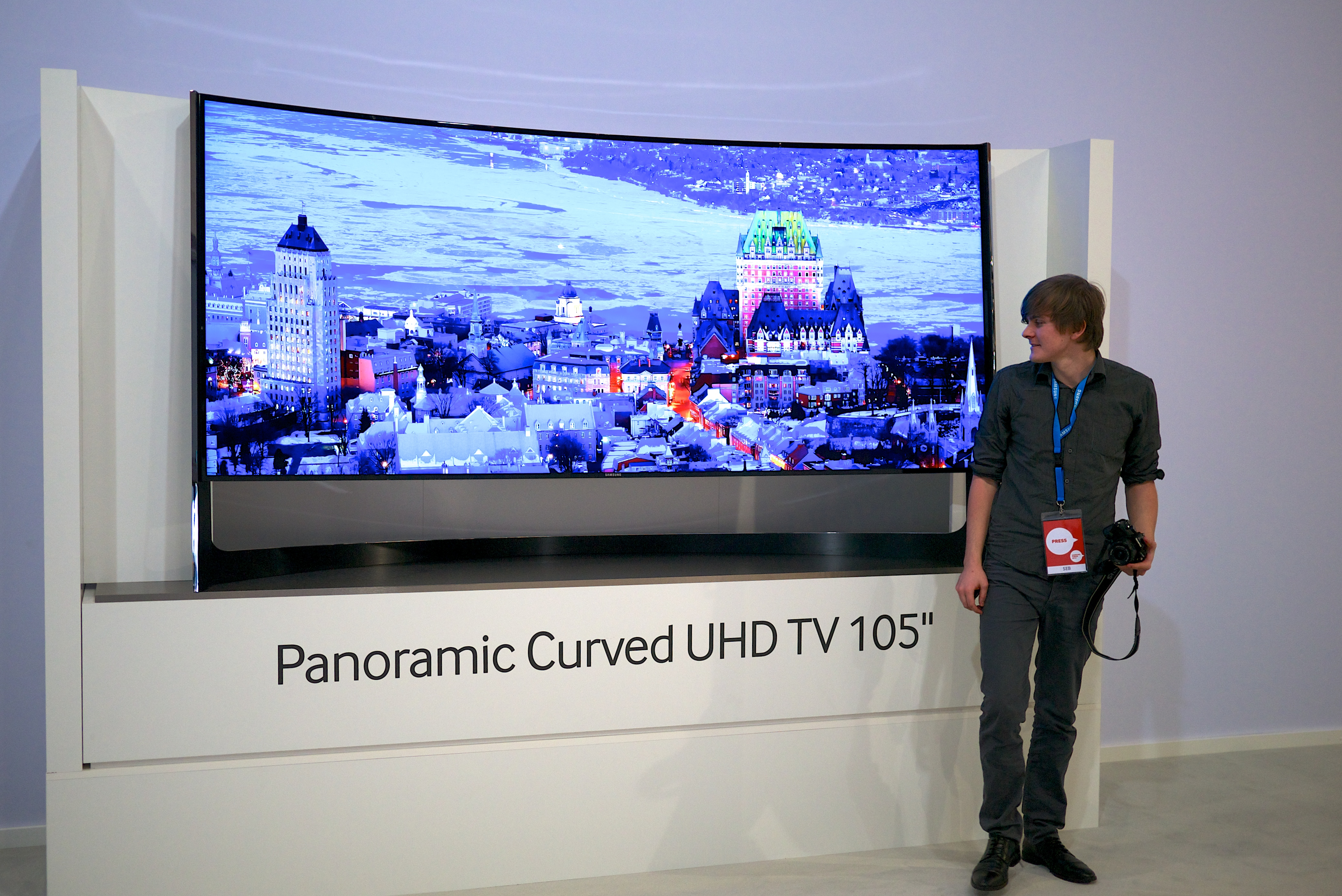
Tivi Samsung UN105S9 105 inch 4K

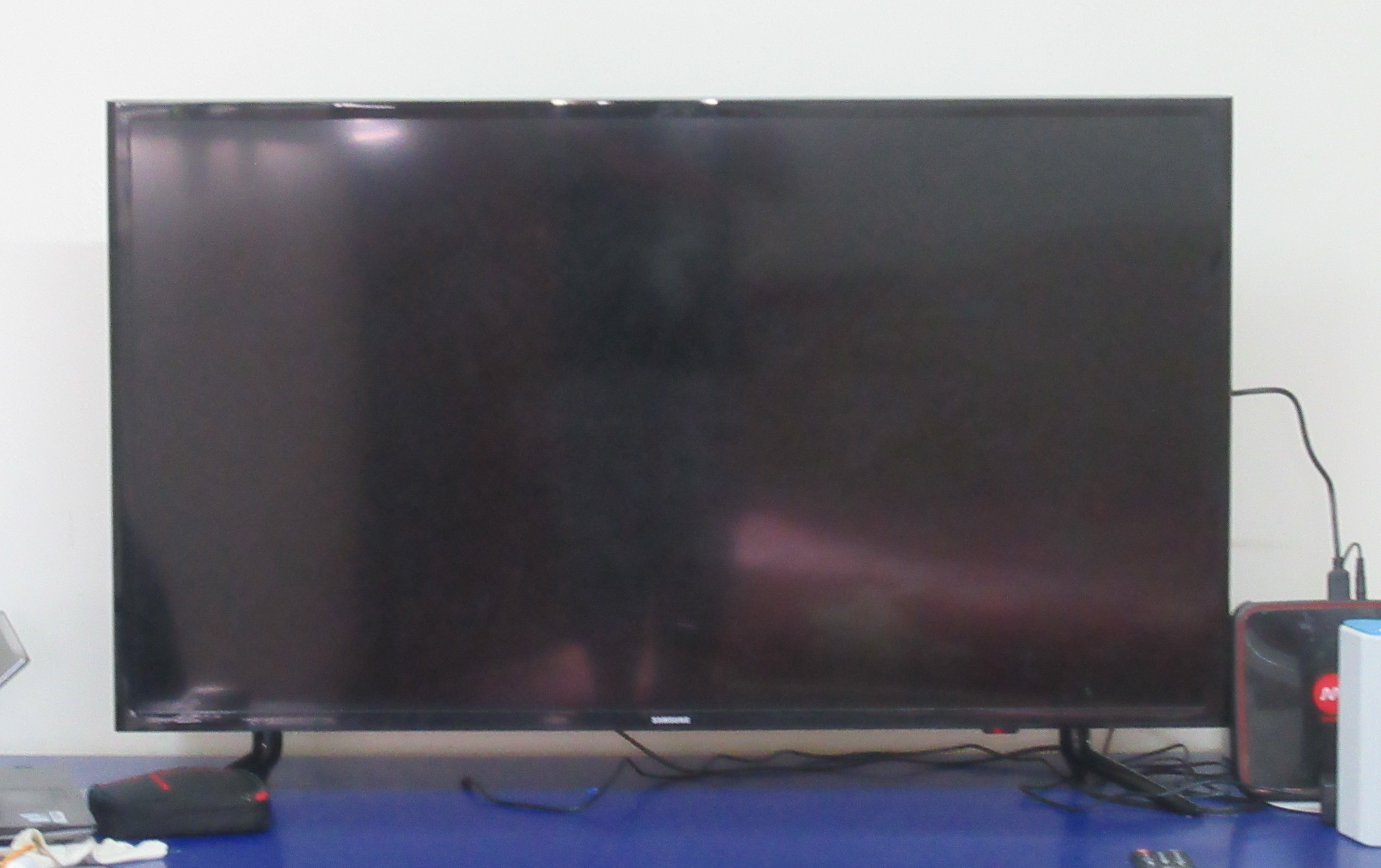
Tivi Samsung LED 31 inch

Năm 2009, Samsung bán được khoảng 31 triệu tivi màn hình phẳng, giúp công ty giữ vững thị phần lớn nhất thế giới trong năm thứ tư liên tiếp.
Samsung ra mắt mẫu tivi full HD 3D LED đầu tiên của mình vào tháng 3 năm 2010. Samsung đã trưng bày sản phẩm tại Triển lãm Consumer Electronics Show (CES 2010) được tổ chức tại Las Vegas.
Samsung đã bán được hơn một triệu tivi 3D trong vòng sáu tháng sau khi ra mắt. Đây là con số gần bằng với dự báo của nhiều nhà nghiên cứu thị trường về doanh số bán tivi 3D trên toàn cầu trong năm đó (1,23 triệu đơn vị). Samsung cũng giới thiệu hệ thống Âm thanh gia đình 3D (HT-C6950W) cho phép người dùng tận hưởng hình ảnh 3D và âm thanh vòm cùng lúc. Với việc ra mắt Hệ thống Âm thanh gia đình 3D, Samsung trở thành công ty đầu tiên trong ngành có đầy đủ dòng sản phẩm 3D, bao gồm tivi 3D, đầu đĩa Blu-ray 3D, nội dung 3D và kính 3D.
Năm 2007, Samsung giới thiệu "Internet TV", cho phép người xem nhận thông tin từ Internet trong khi đồng thời xem chương trình truyền hình truyền thống. Sau đó, Samsung phát triển "Smart LED TV" (hiện đổi tên thành "Samsung Smart TV"), hỗ trợ thêm việc tải xuống các ứng dụng truyền hình thông minh. Năm 2008, công ty ra mắt dịch vụ Power Infolink, tiếp theo là Internet@TV hoàn toàn mới vào năm 2009. Năm 2010, Samsung bắt đầu tiếp thị tivi 3D đồng thời giới thiệu phiên bản nâng cấp Internet@TV 2010, cung cấp miễn phí (hoặc có phí) việc tải xuống ứng dụng từ Samsung Apps Store của mình, bên cạnh các dịch vụ hiện có như tin tức, thời tiết, thị trường chứng khoán, video YouTube và phim ảnh.
Samsung Apps cung cấp dịch vụ cao cấp có phí tại một số quốc gia bao gồm Hàn Quốc và Hoa Kỳ. Các dịch vụ sẽ được tùy chỉnh cho từng khu vực. Samsung kế hoạch cung cấp các ứng dụng dành cho gia đình như chương trình chăm sóc sức khỏe và khung ảnh số cũng như các trò chơi. Dòng tivi thông minh của Samsung bao gồm các ứng dụng như ITV Player và trò chơi Angry Birds điều khiển bằng chuyển động.

### Màn hình
Công ty bắt đầu với việc sản xuất màn hình giá rẻ trong những năm 1980, sản xuất các màn hình ống tia cathode (CRT) cho máy tính, từ đó công ty đã tiến triển. Vào cuối thập kỷ đó, Samsung trở thành nhà sản xuất màn hình lớn nhất thế giới, bán được hơn 8 triệu màn hình vào năm 1989.
Trong thập kỷ 1990 đến 2000, Samsung bắt đầu sản xuất màn hình LCD sử dụng công nghệ TFT mà công ty vẫn nhấn mạnh vào thị trường giá rẻ so với đối thủ cạnh tranh trong khi đồng thời cũng tập trung vào phục vụ thị trường trung và cao cấp thông qua việc hợp tác với các thương hiệu như NEC và Sony thông qua một liên doanh. Khi công ty ngày càng phát triển và tiên tiến hơn, nó sau đó mua lại các công ty liên doanh để thành lập Samsung OLED hiện tại và Công ty S-LCD tương ứng từ các đối tác liên doanh trước đây.

#### Tizen
Tính đến năm 2015, các tivi thông minh và màn hình thông minh của Samsung chạy trên hệ điều hành được tùy chỉnh từ hệ điều hành mã nguồn mở Tizen OS dựa trên Linux. Với thị phần cao trong thị trường tivi thông minh, khoảng 20% tivi thông minh được bán trên toàn cầu vào năm 2018 chạy trên nền tảng Tizen.
Năm 2019, Samsung thông báo rằng họ sẽ mang ứng dụng Apple TV (trước đây là ứng dụng iTunes Movies và TV Shows) và hỗ trợ AirPlay 2 đến tivi thông minh 2019 và 2018 của họ (qua cập nhật firmware).

#### Odyssey
Các màn hình chơi game Odyssey của Samsung được thiết kế dành cho các game thủ chuyên nghiệp và đam mê game. Đến năm 2022, dòng sản phẩm Odyssey bao gồm 4 series chính, mỗi series có độ phân giải, tần số làm tươi và tỷ lệ khung hình khác nhau.
Năm 2022, Samsung ra mắt màn hình cong chơi game Odyssey Ark, là màn hình cong 55 inch 1000R đầu tiên trên thế giới. Màn hình này có độ phân giải 4K, tần số làm tươi 165Gz và thời gian đáp ứng 1ms.

### Máy in
Trước đây, Samsung sản xuất máy in cho cả người tiêu dùng và doanh nghiệp, bao gồm máy in laser đen trắng, máy in laser màu, máy in đa chức năng và các mẫu máy in đa chức năng số hóa tốc độ cao dành cho doanh nghiệp. Họ đã rời khỏi lĩnh vực máy in và bán bộ phận máy in của mình cho HP vào mùa thu năm 2017. Năm 2010, công ty giới thiệu máy in laser đen trắng nhỏ nhất thế giới ML-1660 và máy in laser màu đa chức năng CLX-3185.

### Loa
Năm 2017, Samsung đã mua lại Harman International. Harman sản xuất các tai nghe dưới nhiều thương hiệu như AKG, AMX, Becker, Crown, Harman Kardon, Infinity, JBL, Lexicon, dbx, DigiTech, Mark Levinson, Martin, Revel, Soundcraft, Studer, Arcam, Bang & Olufsen và BSS Audio.

### Máy ảnh

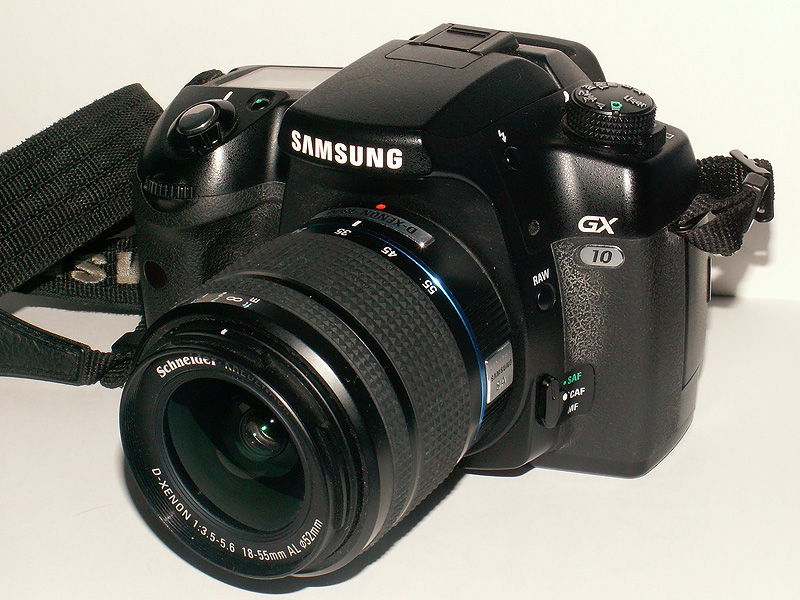
Máy ảnh DSLR Samsung GX-10

Samsung đã giới thiệu một số mẫu máy ảnh kỹ thuật số và máy quay phim bao gồm máy ảnh WB550, máy ảnh ST550 với hai màn hình LCD và máy quay phim full HD HMX-H106 (64GB SSD). Năm 2014, công ty đạt vị trí thứ hai trong phân khúc máy ảnh không gương lật. Kể từ đó, công ty đã tập trung nhiều hơn vào các sản phẩm có giá cao hơn. Năm 2010, công ty ra mắt mẫu máy ảnh có thể thay đổi ống kính thế hệ tiếp theo NX10.

### Khác
Samsung gia nhập thị trường máy nghe nhạc MP3 (máy nghe nhạc kỹ thuật số, DAP) vào năm 1999 với dòng sản phẩm Yepp của mình. Trong những năm đầu, công ty gặp khó khăn trong việc chiếm được vị trí vì sự xuất hiện của các startup Hàn Quốc như iRiver, Cowon và Mpio. Tuy nhiên, đến năm 2006, Samsung đã có được một phần thị phần đáng kể trên thị trường trong nước cũng như Nga và một số khu vực Trung Đông, Đông Nam Á và Châu Âu. Công ty cũng bắt đầu tăng cường thâm nhập vào thị trường Mỹ (tuy nhiên, tỷ lệ này vẫn thấp hơn đáng kể so với nhà lãnh đạo thị trường, Apple). Samsung ra mắt R1, máy nghe nhạc MP3 DivX nhỏ nhất thế giới, vào năm 2009.
Vào năm 2010, công ty giới thiệu một số sản phẩm tiết kiệm năng lượng hơn, bao gồm laptop R580 và netbook N210.
Năm 2014, công ty thông báo rằng họ sẽ rút khỏi thị trường laptop ở Châu Âu.
Năm 2015, Samsung thông báo một đề xuất cho một hệ thống vệ tinh gồm 4600 vệ tinh quay quanh Trái Đất ở độ cao 1.400 kilômét (900 mi), có thể cung cấp 200 gigabyte dữ liệu internet mỗi tháng cho "mỗi trong số 5 tỷ người trên thế giới". Hiện tại, đề xuất này chưa được triển khai hoàn toàn. Nếu được xây dựng, một hệ thống vệ tinh như vậy sẽ cạnh tranh với các hệ thống vệ tinh đã được công bố trước đó đang được phát triển bởi OneWeb và SpaceX.
Vào ngày 13 tháng 7 năm 2017, màn hình LED cho rạp chiếu phim kỹ thuật số do Samsung Electronics phát triển với GDC Technology Limited đã được trình diễn công khai trên một màn hình tại Lotte Cinema World Tower ở Seoul.

## Thị phần
| Sản phẩm                         | Thị phần của Samsung trên thế giới | Đối thủ cạnh tranh hàng đầu | Thị phần | Năm     | Nguồn   |
| -------------------------------- | ---------------------------------- | --------------------------- | -------- | ------- | ------- |
| Active-matrix OLEDs              | 98%                                | LG Display, AUO             | 0.5~1.5% | Q2 2010 | [ 176 ] |
| DRAM                             | 49.6%                              | SK Hynix                    | 24.8%    | Q2 2013 | [ 177 ] |
| NAND flash                       | 42.6%                              | Toshiba                     | 27.7%    | Q2 2011 |         |
| Điện thoại di động               | 34%                                | Apple Inc.                  | 13.4%    | Q3 2013 | [ 178 ] |
| Màn hình LCD khổ lớn (doanh thu) | 20.2%                              | LG Display                  | 26.7%    | Q4 2013 | [ 179 ] |
| Pin Lithium-ion                  | 18%                                | Sanyo                       | 20%      | Q2 2010 | [ 180 ] |
| Solid-state Drives (SSD)         | 46.8%                              | SanDisk                     | 12.7%    | Q4 2015 | [ 181 ] |
| Màn hình LCD                     | 18%                                | LG Electronics              | 12.7%    | 2010    | [ 182 ] |
| Tivi (LCD, PDP, CRT, LED)        | 24%                                | LG Electronics              | 14.7%    | Q2 2010 | [ 183 ] |
| Máy ảnh kĩ thuật số              | 11.8%                              | Sony                        | 17.4%    | 2010    | [ 184 ] |

## Khách hàng lớn
| 1 Sony                   | DRAM, NAND flash, tấm nền LCD,...              | 3.7 |
| 2 Apple Inc.             | AP (vi xử lý điện thoại), DRAM, NAND flash,... | 2.6 |
| 3 Dell                   | DRAM, flat-panels, pin lithium-ion,...         | 2.5 |
| 4 Hewlett-Packard        | DRAM, flat-panels, pinlithium-ion,...          | 2.2 |
| 5 Verizon Communications | Điện thoại,...                                 | 1.3 |
| 6 AT&T Inc.              | Điện thoại,...                                 | 1.3 |

## Khẩu hiệu
- Samsung, For Today and Tomorrow (1993–2002)
- Samsung Digit@ll, everyone's invited (2002-2005)
- Samsung, Imagine (2005–2010)
- Samsung, Turn On Tomorrow (2010–2011)